# Volker Sponholz

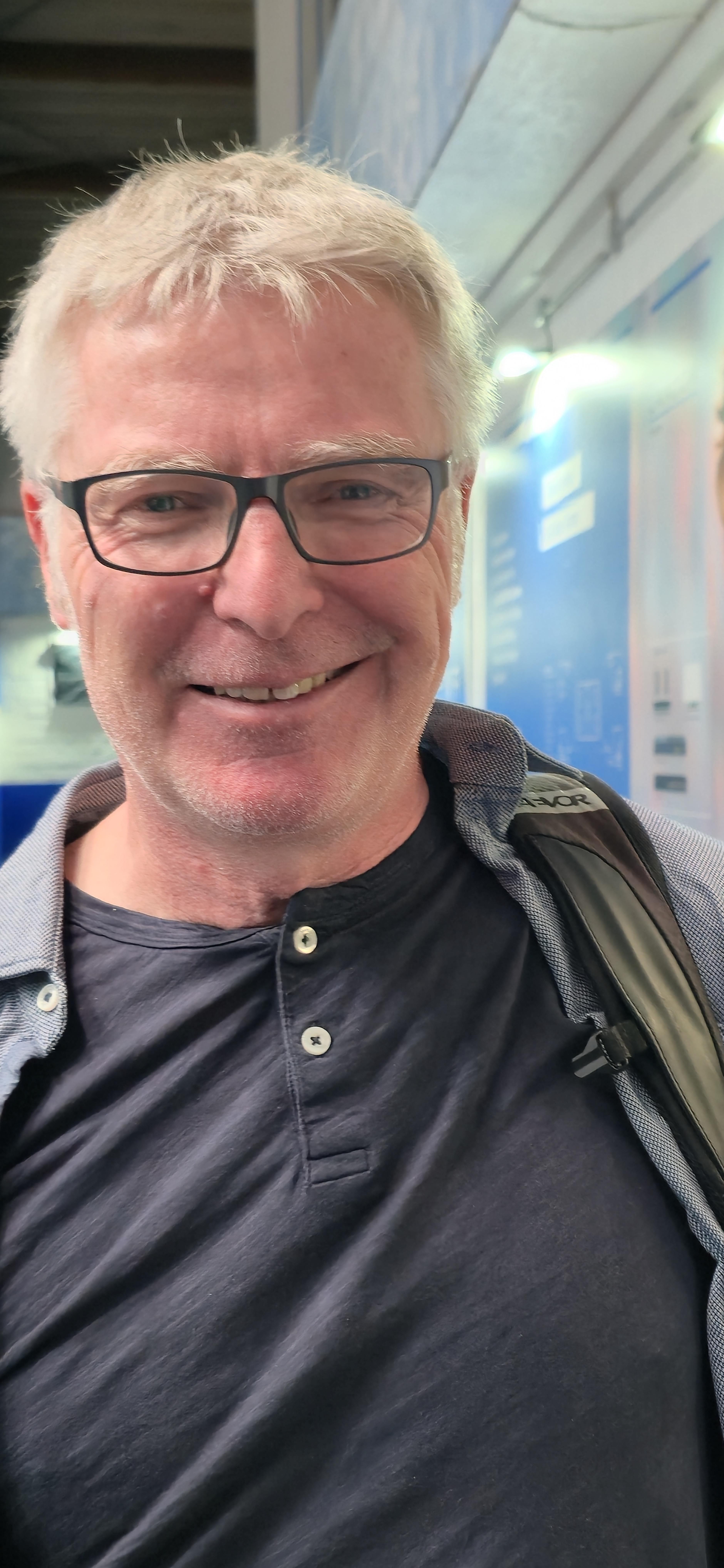
Volker Sponholz (2025)

Volker Sponholz (* 1966 in Hannover) ist ein deutscher Illustrator und Comiczeichner.

## Leben und Werk
Sponholz studierte von 1988 bis 1994 Theaterwissenschaft an der Universität Erlangen und von 1994 bis 2000 Freie Kunst an der Muthesius Kunsthochschule Kiel. An der privaten Animation School Hamburg erhielt er in den Jahren 2003 bis 2004 eine Ausbildung als Animationsdesigner. Sponholz ist seit 1994 als freischaffender Autor, Comiczeichner und Illustrator tätig. In Zusammenarbeit mit dem Texter Lutz Mathesdorf veröffentlichte er mehrere Fußballcomics (unter anderem Bertis Buben und ... Ruuudi!) im Rowohlt Verlag. Zusammen mit dem Comiczeichner und -autor Patrick Wirbeleit ist Sponholz Herausgeber der Comicedition Herrimans. Für die bei Herrimans erschienenen Comics und Rohrpost erhielt er bei der Verleihung des ICOM Independent Comic Preises in den Jahren 2003 und 2004 jeweils lobende Erwähnungen. In Zusammenarbeit mit dem Autor Arne Sommer zeichnet Sponholz die Comicadaption von dessen Hörspielserie Peter Lundt.

## Werke
- 1995: Ehrensache
- 1996: Bertis Buben (mit Lutz Mathesdorf)
- 1998: Bertis Buben: Auf nach Frankreich! (mit Lutz Mathesdorf)
- 1999: Sir Erichs Bundesligareport '99 (mit Lutz Mathesdorf)
- 2000: Ribbecks Racker (mit Lutz Mathesdorf)
- 2002: Ruuudi! (mit Lutz Mathesdorf)
- 2003: Rohrpost
- 2003: Die tollkühnen Abenteuer von Norbert Gans
- 2004: Ein Mann für Tante Käthe
- 2005: Alles Gute zum Geburtstag!
- 2006: Foul!
- 2007: All die Jahre: Eine Schafsliebe (mit Amelie Fichte)
- 2008: Ohne dich bin ich nur halb (mit Amelie Fichte)
- 2011: Peter Lundt: Gnadenstoß (mit Arne Sommer)